# Cyrtandra
Cyrtandra é um género botânico pertencente à família Gesneriaceae.

## Sinonímia
Cyrtandroidea, Cyrtandropsis, Whitia

## Espécies
As espécies selecionadas incluem:
- Cyrtandra aurantiicarpa
- Cyrtandra biserrata
- Cyrtandra calyptribracteata
- Cyrtandra cleopatrae
- Cyrtandra confertiflora
- Cyrtandra cordifolia[2]
- Cyrtandra crenata
- Cyrtandra cyaneoides
- Cyrtandra dentata
- Cyrtandra elatostemoides
- Cyrtandra elegans
- Cyrtandra ferripilosa
- Cyrtandra filipes
- Cyrtandra garnotiana
- Cyrtandra giffardii
- Cyrtandra gracilis
- Cyrtandra grandiflora
- Cyrtandra grayana
- Cyrtandra grayi
- Cyrtandra halawensis
- Cyrtandra hashimotoi
- Cyrtandra hawaiensis
- Cyrtandra heinrichii
- Cyrtandra hematos
- Cyrtandra hirtigera
- Cyrtandra hypochrysoides
- Cyrtandra kalihii
- Cyrtandra kamooloaensis
- Cyrtandra kauaiensis
- Cyrtandra kealiae
  - Cyrtandra kealiae ssp. kealiae (syn. C. limahuliensis)[3]
  - Cyrtandra kealiae ssp. urceolata
- Cyrtandra kohalae
- Cyrtandra laxiflora
- Cyrtandra lessoniana
- Cyrtandra macraei
- Cyrtandra menziesii
- Cyrtandra munroi
- Cyrtandra nitens
- Cyrtandra oenobarba
- Cyrtandra olona
- Cyrtandra oxybapha
- Cyrtandra paliku
- Cyrtandra paludosa
- Cyrtandra platyphylla
- Cyrtandra polyantha
- Cyrtandra pruinosa
- Cyrtandra pulgarensis
- Cyrtandra samoensis
- Cyrtandra sessilis
- Cyrtandra subumbellata
- Cyrtandra tahuatensis
- Cyrtandra tintinnabula
- Cyrtandra umbellifera
- Cyrtandra viridiflora
- Cyrtandra waiolani
- Cyrtandra wawrae